# 西方失地

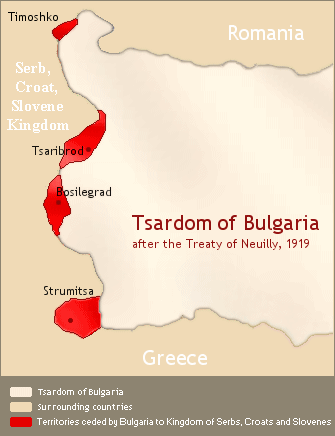
1920年のヌイイ条約によってブルガリアからセルビア（当時はユーゴスラビア）に割譲された領域

西方失地（せいほうしっち、ブルガリア語:Западни (български) покрайнини、ラテン文字転写:Zapadni (balgarski) pokraynini）は、セルビア南東部の一部の地方を指し示すブルガリアでの用語。
これらの領土は、第一次世界大戦後の1920年、ヌイイ条約によってブルガリアからユーゴスラビア王国に割譲されたものである。これらの領土はブルガリアのナショナリストの間では、当然ブルガリアに帰するべきブルガリア本来の土地、と見なされてきた。これらの領土を「西方失地」と呼称することはブルガリアのナショナリストの立場に立ったものであり、セルビア側ではそう呼ぶことはない。1991年に行われた国勢調査によると、この「西方失地」に位置する2つの都市、ボシレグラードとディミトロヴグラードの人口のうち、民族別でみて最大を占めるのはブルガリア人であった。セルビア領内にあるこれらの領土は合計で1,545平方キロメートルにおよぶ。

## 論争

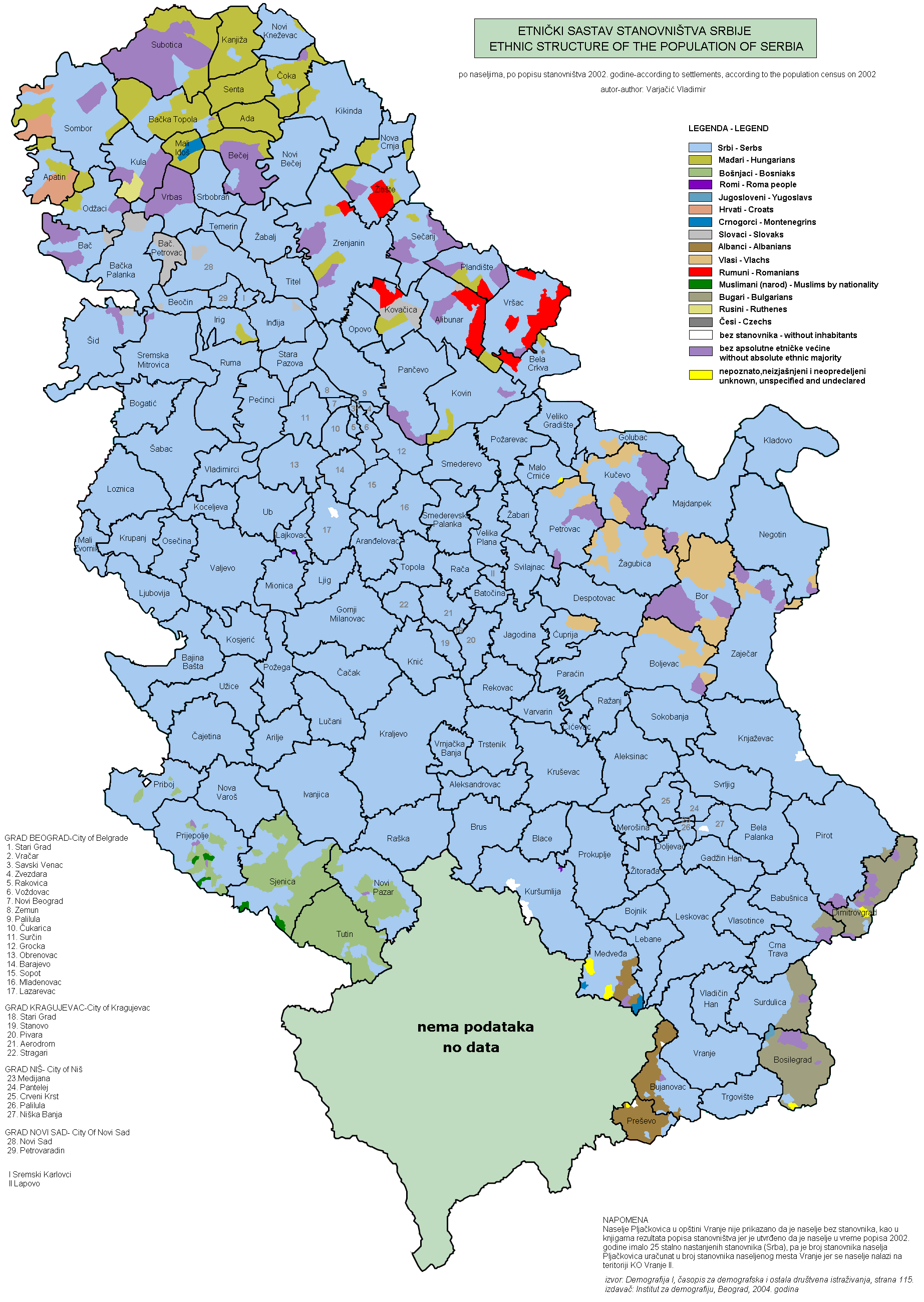
セルビアの民族分布図。2002年の統計調査による。南東部にブルガリア人が多数派を占める地域があることがわかる。

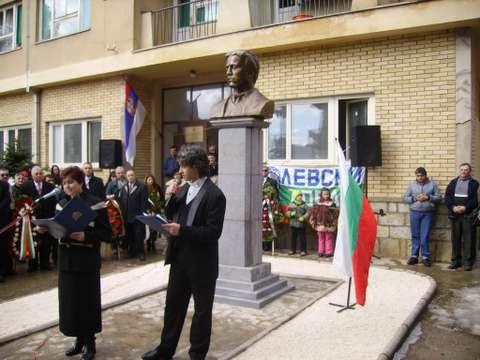
ブルガリアの国家的英雄・ヴァシル・レフスキの像の除幕式。ディミトロヴグラードにて。

セルビア側の視点からみれば、この「西方失地」という用語そのものが議論のあるところである。いくつかに分かれた、飛び飛びの複数の地域をまとめて「西方失地」と呼ぶことはナンセンスであり、それらは地理的にも政治的にも結びついてはいない。これらの地域をまとめて「西方失地」あるいはその他の用語でくくることはただちに領土問題を想起させる。この点は、ドイツとフランスの間のアルザスに見られた問題と同様である。

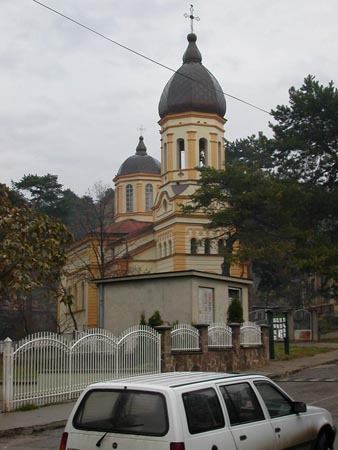
生神女教会。ブルガリア国家によって1892年にツァリブロト（現ディミトロヴグラード）に建てられた。

これらの問題を考慮してか、1948年以降この用語が公式にブルガリアとセルビア（ユーゴスラビア）政府の間で使用されることはなかった。1948年、ユーゴスラビアのヨシップ・ブロズ・チトーとブルガリアのゲオルギ・ディミトロフの間で交わされたブレッド合意によって、西方失地のブルガリアへの返還が合意された。これはブルガリアとアルバニア、ユーゴスラビアの統合によるバルカン連邦構想を抱くスターリンの後押しであったと考えられる。しかし同年のチトーとスターリンの決裂、ユーゴスラビアのコミンフォルム追放などによって、このブレッド合意も破棄された。この「西方失地」の用語は1990年に再び持ち上がってくるまでの間、国際政治の場では使われることはなかったが、ブルガリア国内では社会的・政治的に幅広くこの用語が使用されてきた。